# Siwa (oaza)

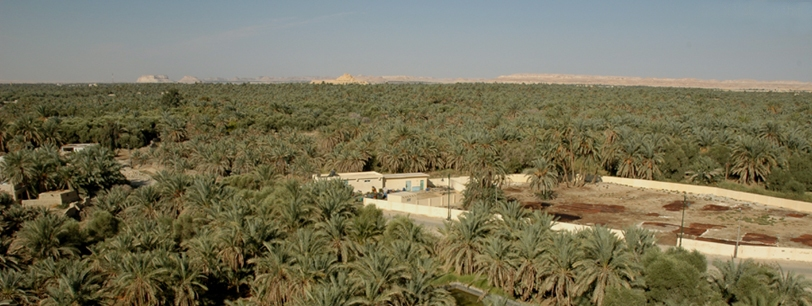
Oaza Siwa

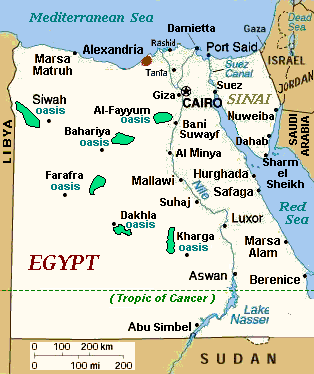
Położenie największych oaz w Egipcie

Siwa (Sīwah, Wahat Siwa, Wāḩat Sīwah, arab.  واحة سيوة; Kraina Palm) – oaza w północno-zachodnim Egipcie, blisko granicy z Libią, w muhafazie Matruh, 560 km na zachód od Kairu i 300 km na południe od portu nad Morzem Śródziemnym w Matruh. Na zachód od depresji Kattara, a na południe od Wyżyny Libijskiej. Zajmuje obszar 80 km², rozciąga się od 10 do 30 km (z północy na południe). W depresji -18 m p.p.m.
Liczba ludności ponad 20 000.
W oazie Siwa rośnie ok. 250 000 palm daktylowych, 50 000 oliwek oraz wiele krzewów pomarańczy i cytrusów. W oazie znajduje się ponad 200 źródeł wody.
Miasto Siwa (główna miejscowość w oazie) powstało wokół ruin Szali (ufortyfikowana oaza, powstała z cegły mułowej w 1203 r.). W 2006 roku zamieszkiwało je 16 056 mieszkańców.
Oaza Siwa leżąca na skraju Wielkiego Morza Piasku pozostała niezmieniona i zapomniana przez setki lat. Dopiero w latach 80. XX w. połączono ją z drogami: asfaltową z Matruh na wybrzeżu śródziemnomorskim i (pustynną) z oazą Bahrijja, dzięki czemu region zaczęli odwiedzać turyści. Nad głównym placem Siwy górują ruiny dawnego miasta Szali. Blisko centrum znajduje się Muzeum Domu Siwy prezentujące typowe miejscowe ubiory, biżuterię i wyroby rzemiosła.
Po II wojnie światowej zbudowano wytwórnię jednej z najpopularniejszych w Egipcie wód mineralnych (Siwa).
13 stycznia 2003 roku na terenie oazy zlokalizowano metę 13. odcinka Rajdu Dakar z libijskiego Sarir, a 14 stycznia był tu start i meta 12. odcinka specjalnego (o długości 341 km) tego rajdu. Dzień później odbył się start do 13. odcinka, do Ad-Dachila.

## Inne miejscowości w oazie Siwa
- Aghurmi – 3 km na wschód od miasta Siwa położona jest starożytna stolica oazy z ruinami świątyni Amona z XXX dynastii, wraz z pokrytą reliefami ścianą i wielkim kopcem gruzu. Znajduje się tam także świątynia Wyroczni – wybudowana na skale między 663 a 525 r. p.n.e.
- Ajn Dżuba (Łaźnia Kleopatry) – 4 km na południowy wschód od Siwy.
- Dżabal al-Matwa (Góra Umarłych) – góra, niedaleko na północ od miasta, cała pokryta grobami z XXVI dynastii i czasów ptolemejskich. Podczas II wojny światowej kryli się w nich mieszkańcy oazy.
- Fatnis (wyspa) (Wyspa Fantazji) – 6 km na zachód od miasta Siwa, wyspa na słonym jeziorze Birket Siwa. Wyspę gęsto porastają palmy, wśród których jest słodkowodna sadzawka.